# Stor-Björntjärnen
Stor-Björntjärnen är en sjö i Rättviks kommun i Dalarna och ingår i Dalälvens huvudavrinningsområde. Sjön har en area på 0,0964 kvadratkilometer och ligger 432,2 meter över havet. Sjön avvattnas av vattendraget Björnbergsbäcken.

## Delavrinningsområde
Stor-Björntjärnen ingår i det delavrinningsområde (679244-147154) som SMHI kallar för Mynnar i Nöttjärnsån. Medelhöjden är 370 meter över havet och ytan är 9,32 kvadratkilometer. Det finns inga avrinningsområden uppströms utan avrinningsområdet är högsta punkten. Björnbergsbäcken som avvattnar avrinningsområdet har biflödesordning 4, vilket innebär att vattnet flödar genom totalt 4 vattendrag innan det når havet efter 321 kilometer. Avrinningsområdet består mestadels av skog (92 procent). Avrinningsområdet har 0,1 kvadratkilometer vattenytor vilket ger det en sjöprocent på 1 procent.